# Lenintal
Lenintal  (ucraniano: Ленінталь) es una localidad del Raión de Ovidiopol en el Óblast de Odesa de Ucrania. Según el censo de 2001, tiene una población de 414 habitantes.